# Montée du Faron
Cet article concerne la course à pied. Pour les courses cyclistes, voir Course de côte du mont Faron et Course de côte du mont Faron (contre-la-montre).
La montée du Faron (anciennement l'ascension du Mont Faron) est une course de montagne reliant la ville de Toulon au sommet du mont Faron en France. Elle a été créée en 1976.

## Histoire
La course est créée en 1976 par le journal Var-Matin d'après une idée de Jean Mayer, homme de presse du journal. Il propose d'organiser une épreuve sportive populaire et festive dont l'arrivée se situe au sommet du mont Faron, permettant ainsi d'offrir des animations à l'arrivée. L'inscription est notamment offerte par le journal afin d'attirer le plus grand nombre de participants. La première édition a lieu le 27 mai 1976 et voit 276 concurrents rallier l'arrivée,.
L'épreuve rejoint le calendrier de la CIME dès la première édition et connaît rapidement un succès international. Elle reçoit le statut de super-cime en 1979. Lors de cette édition, un concurrent décède. Pour éviter les fortes chaleurs, la date de l'épreuve est déplacée au dimanche de Pâques.
Le record de participation est atteint en 1991 avec 1 797 coureurs au départ. Cette même année, la course est endeuillée par le décès d'un deuxième coureur. Le journal Var-Matin se retire de l'organisation de la course en 1993 à la suite de ces évènements tragiques. Michel Manda, propriétaire du magasin de sport Jogger à Toulon, et le Comité du Var d'Athlétisme reprennent l'organisation de la course. Le parcours est modifié et le règlement adapté pour mieux encadrer la course et respecter les legislations. Cependant, elle n'est plus gratuite, le journal n'offrant plus les entrées. À la demande de la municipalité, l'association d'Organisation du Faron pédestre est créée, regroupant le Comité du Var d'Athlétisme et les autres clubs toulonnais d'athlétisme. Michel Manda est élu président. Ce dernier invite des coureurs étrangers pour offrir une véritable dimension internationale à la course. En 1997, le Kényan Paul Kipsambu s'impose avec un temps record de 42 min 26 s.
À partir de 2008, la course perd de son intérêt, concurrencée notamment par les nouvelles épreuves de trail. Michel Manda démissionne de l'organisation. La présidence est reprise par Jacques Lepreux. Avec une moyenne de 400 à 500 coureurs par édition, la décision est prise de ne plus inviter de coureurs étrangers et la course devient une épreuve régionale.
Les éditions 2020 et 2021 sont annulées en raison de la pandémie de Covid-19,.

## Parcours
Le parcours originel voit le départ donné à La Valette-du-Var. Il rejoint la route du Faron qu'il suit dans le sens de montée. L'arrivée est donnée au fort de la Croix Faron. Il mesure 14,7 km pour 480 m de dénivelé
En 1988, le départ est déplacé au boulevard de Strasbourg. Le parcours effectue la montée du Faron dans le sens inverse et l'arrivée est déplacée au mémorial du débarquement en Provence pour une longueur quasiment identique.
Le parcours est modifié une seconde fois en 1993. Le départ est toujours donné au boulevard de Strasbourg. Le parcours rejoint ensuite le fort Rouge et suit la route du Faron dans le sens de momtée de la circulation. L'arrivée est donnée à nouveau au fort de la Croix. Le parcours est raccourci à 12,6 km pour 564 m de dénivelé.
Le parcours est modifié une nouvelle fois en 2009. Le départ est déplacé à l'avenue de la Victoire. Le parcours effectue le tour du parc des Lices puis remonte le boulevard Sainte-Anne, passe par la corniche Emile Fabre et emprunte la route du Faron dans le sens de la montée. L'arrivée s'effectue au parking du mémorial. Il mesure 10,65 km pour 495 m de dénivelé.
En 2017, le parcours est à nouveau modifié pour des raisons de sécurité et pour éviter l'agglomération. Le départ est donné au boulevard Amiral Vence vers le départ du téléphérique. Il emprunte ensuite la montée Saint-Charles puis la route du Faron en sens inverse de la circulation. L'arrivée se fait toujours au parking du mémorial. Le parcours mesure 8,3 km pour 450 m de dénivelé.
Pour l'édition 2020, le parcours est encore revu. Le départ est déplacé à l'avenue des Routes devant le stade de la Casa d'Italia. Le parcours remonte sur le Fort Rouge puis emprunte la corniche Emile Fabre pour rejoindre la route du Faron dans le sens inverse. Il est rallongé à 12,15 km.

## Vainqueurs
| Année | Hommes                                              | Temps                                               | Femmes                                              | Temps                                               |
| ----- | --------------------------------------------------- | --------------------------------------------------- | --------------------------------------------------- | --------------------------------------------------- |
| 1976  | Jean-Claude Reffray                                 | 52 min 57 s                                         | Maryline Pougenac                                   | 1 h 13 min 34 s                                     |
| 1977  | Anton Gorbunow                                      | 51 min 26 s                                         | Danielle Dupont                                     | 1 h 23 min 48 s                                     |
| 1978  | Sylvain Cacciatore                                  | 51 min 31 s                                         | Nicole Borgetto                                     | 1 h 14 min 33 s                                     |
| 1979  | Aldo Allegranza                                     | 52 min 5 s                                          | Katharina Beck                                      | 1 h 9 min 29 s                                      |
| 1980  | Sergio Pozzi                                        | 50 min 29 s                                         | Fabienne Curiace                                    | 1 h 7 min 25 s                                      |
| 1981  | Pierre André                                        | 50 min 1 s                                          | Joëlle Audibert                                     | 1 h 2 min 6 s                                       |
| 1982  | Pierre André                                        | 50 min 35 s                                         | Anne Terrachon                                      | 1 h 12 min 26 s                                     |
| 1983  | Raphael Rolli                                       | 50 min 46 s                                         | Jacqueline Bedos                                    | 1 h 8 min 6 s                                       |
| 1984  | Raphael Rolli                                       | 50 min 56 s                                         | Jacqueline Bedos                                    | 1 h 7 min 38 s                                      |
| 1985  | Mohamed Youkmane                                    | 50 min 22 s                                         | Martine Bouchonneau                                 | 59 min 5 s                                          |
| 1986  | Serge Moro                                          | 49 min 25 s                                         | Simone Bois                                         | 1 h 5 min 57 s                                      |
| 1987  | Pierre André                                        | 49 min 57 s                                         | Catherine Goffart                                   | 1 h 8 min 12 s                                      |
| 1988  | John Kerley                                         | 52 min 50 s                                         | Madeleine Nyffenegger                               | 1 h 5 min 52 s                                      |
| 1989  | Philipp Kehl                                        | 50 min 56 s                                         | Isabelle Guillot                                    | 58 min 24 s                                         |
| 1990  | Galdino Pilot                                       | 49 min 12 s                                         | Madeleine Nyffenegger                               | 1 h 4 min 49 s                                      |
| 1991  | Bruno Bruera                                        | 50 min 2 s                                          | Madeleine Nyffenegger                               | 1 h 4 min 39 s                                      |
| 1992  | Thierry Icart                                       | 50 min 16 s                                         | Evelyne Mura                                        | 58 min 56 s                                         |
| 1993  | Bertrand Itsweire                                   | 44 min 29 s                                         | Nathalie Guichoux                                   | 54 min 39 s                                         |
| 1994  | Daniel Oppliger                                     | 47 min 44 s                                         | Evelyne Mura                                        | 51 min 34 s                                         |
| 1995  | Khalid Lahrir                                       | 46 min 9 s                                          | Nathalie Guichoux                                   | 54 min 28 s                                         |
| 1996  | Arnaud Aimé                                         | 45 min 54 s                                         | Sylvie Laville                                      | 53 min 4 s                                          |
| 1997  | Paul Kipsambu                                       | 42 min 26 s                                         | Bénedicte Molle                                     | 51 min 19 s                                         |
| 1998  | Aleksandr Bolkhovitin                               | 43 min 10 s                                         | Larisa Timkina                                      | 53 min 28 s                                         |
| 1999  | Henry Tarus Kiprotich                               | 42 min 49 s                                         | Hellen Nyabayo                                      | 52 min 16 s                                         |
| 2000  | Evgeni Leontiev                                     | 45 min 53 s                                         | Evelyne Mura                                        | 52 min 40 s                                         |
| 2001  | Evgeni Leontiev                                     | 46 min 21 s                                         | Viktoriya Klimina                                   | 50 min 11 s                                         |
| 2002  | Antonio Martins                                     | 45 min 25 s                                         | Lucille Belotti                                     | 58 min 55 s                                         |
| 2003  | Ahmed Temzi                                         | 47 min 51 s                                         | Isabelle Guillot                                    | 53 min 41 s                                         |
| 2004  | Simon Munyutu                                       | 43 min 33 s                                         | Nathalie Perez                                      | 58 min 37 s                                         |
| 2005  | Augustine Rono Sembri                               | 42 min 59 s                                         | Elizabeth Mongudhi                                  | 56 min 6 s                                          |
| 2006  | Julius Limo                                         | 44 min 55 s                                         | Martha Komu                                         | 51 min 2 s                                          |
| 2007  | Xavier Dirand                                       | 47 min 44 s                                         | Nathalie Guichoux                                   | 58 min 33 s                                         |
| 2008  | Roland Claverie                                     | 47 min 15 s                                         | Margaret Maury                                      | 55 min 51 s                                         |
| 2009  | El Houssine Khlifat                                 | 40 min 28 s                                         | Lisel Dissler                                       | 46 min 40 s                                         |
| 2010  | Adel Chamkhia                                       | 43 min 13 s                                         | Lisel Dissler                                       | 47 min 33 s                                         |
| 2011  | Christian Perrin                                    | 39 min 46 s                                         | Magali Lopez                                        | 45 min 45 s                                         |
| 2012  | Julien Navarro                                      | 46 min 36 s                                         | Séverine Hostier                                    | 1 h 1 min 26 s                                      |
| 2013  | Julien Navarro                                      | 42 min 56 s                                         | Magali Isti-Laurent                                 | 54 min 4 s                                          |
| 2014  | Julien Navarro                                      | 43 min 37 s                                         | Magali Isti-Laurent                                 | 51 min 10 s                                         |
| 2015  | Pierre Grosso                                       | 41 min 50 s                                         | Magali Isti-Laurent                                 | 48 min 20 s                                         |
| 2016  | Julien Navarro                                      | 41 min 43 s                                         | Marianne Grouvel                                    | 57 h 31                                             |
| 2017  | Nicolas Navarro                                     | 31 min 49 s                                         | Magali Isti-Laurent                                 | 38 min 27 s                                         |
| 2018  | Julien Navarro                                      | 33 min 32 s                                         | Morgane Tales                                       | 41 min 37 s                                         |
| 2019  | Julien Navarro                                      | 33 min 12 s                                         | Caroline Lecalard                                   | 42 min 48 s                                         |
| 2020  | Course annulée en raison de la pandémie de Covid-19 | Course annulée en raison de la pandémie de Covid-19 | Course annulée en raison de la pandémie de Covid-19 | Course annulée en raison de la pandémie de Covid-19 |
| 2021  | Course annulée en raison de la pandémie de Covid-19 | Course annulée en raison de la pandémie de Covid-19 | Course annulée en raison de la pandémie de Covid-19 | Course annulée en raison de la pandémie de Covid-19 |
| 2022  | Julien Navarro                                      | 46 min 25 s                                         | Élodie Tonelli                                      | 1 h 1 min 12 s                                      |
| 2023  | Julien Navarro                                      | 48 min 16 s                                         | Lara Ballestra                                      | 59 min 34 s                                         |
| 2024  | Pierre Grosso                                       | 46 min 36 s                                         | Aurore Niermarechal                                 | 1 h 1 min 11 s                                      |
| 2025  | Julien Navarro                                      | 39 min 20 s                                         | Élodie Tonelli                                      | 51 min 20 s                                         |